# Pyaar Mein Twist
Pour plus de détails, voir Fiche technique et Distribution.
Pyaar Mein Twist est une comédie romantique du cinéma indien, en langue hindoue, réalisé en 2005, par Hriday Shetty. Le film met en vedette Dimple Kapadia,  Rishi Kapoor, Sameer Dattani (en), Kishori Shahane (en), Vikas Bhalla (en) et l'actrice britannique Emma Bunton. L'histoire est basée sur le film en kannada, de 2003, Preethi Prema Pranaya (en). 

## Fiche technique
Sauf indication contraire, les informations mentionnées dans cette section peuvent être confirmées par la base de données cinématographiques IMDb,  présente dans la section « Liens externes ».
- Titre : Pyaar Mein Twist
- Réalisation : Hriday Shetty
- Scénario : Sushma Ahuja (en)
- Production : R. K. Films
- Langue : Hindi
- Genre : Comédie romantique
- Durée : 160 minutes (1 h 40)
- Dates de sorties en salles :
  -  Inde : 2 septembre 2005

## Distribution
- Rishi Kapoor : Yash Khurana
- Dimple Kapadia : Sheetal Arya
- Sameer Dattani (en) : Sanju Loc
- Soha Ali Khan : Riya Arya
- Kishori Shahane (en) : Madhu Loc
- Vikas Bhalla (en) : Rajiv Khurana
- Emma Bunton : Kylie Milligan
- Harish Patel : Raj Loc
- Farida Jalal : Toshi Arya
- Delnaaz Paul (en) : Dolly Arya
- Deepshika (en) : Parul Rajiv Khurana